# Ferme éolienne de San Gorgonio Pass
La ferme éolienne du col de San Gorgonio est un parc éolien situé sur le versant est du col de San Gorgonio dans le comté de Riverside, à l'est de White Water, en Californie. Développé au début des années 1980, il est l'un des trois grands parcs éoliens en Californie, avec ceux d'Altamont et du col de Tehachapi. L'entrée de la vallée de Coachella, le col de San Gorgonio est l'un des endroits les plus venteux dans le sud de la Californie.

## Installations
En janvier 2008, la ferme se composait de 3 218 éoliennes totalisant 615 MW. Une seule ligne de transmission de 500 kV (Path 46) de la Southern California Edison traverse le col à la limite nord du San Jacinto Peak. Cette ligne relie la région de Los Angeles avec la centrale nucléaire de Palo Verde.

## Historique
Le développement de l'énergie éolienne dans la région du col de San Gorgonio a été officiellement étudiée par le San Gorgonio Wind Resource Study EIR (1982), un document, sur l'environnement, préparé pour le Bureau de l'aménagement du territoire et le comté de Riverside. Le document a évalué trois scénarios pour le développement de l'énergie éolienne dans la région, et notamment les critères de développement de l'énergie éolienne sur le comté et en particulier pour la région du col de San Gorgonio.  Depuis 1982, et l'approbation du développement de l'énergie éolienne dans la région du col de San Gorgonio, de nombreuses éoliennes font désormais partie du paysage. Les éoliennes ont une hauteur de 25 à 50 m.

## Illustrations

Panorama du site de la ferme éolienne du col de San Gorgonio

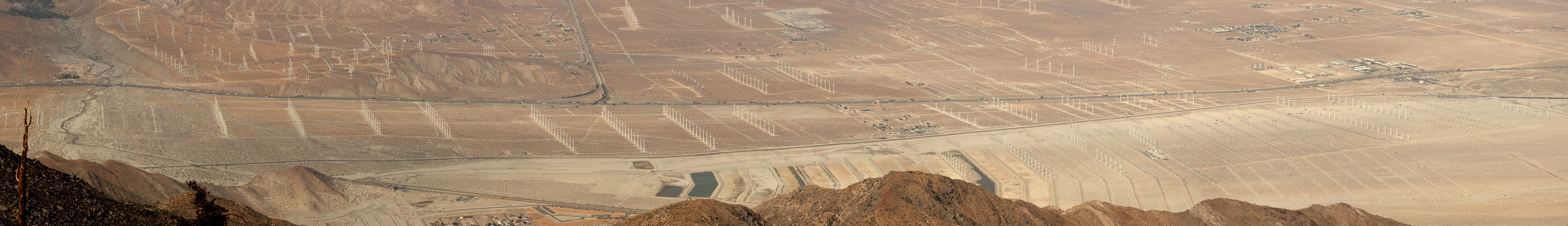
La majorité du parc éolien du col de San Gorgonio vu du haut du Palm Springs Aerial Tramway dans les montagnes de San Jacinto. La ferme se poursuit au-delà des collines au nord le long de la California State Route 62, pas visible de ce point de vue. L'autoroute 10 traverse l'image horizontalement, et une branches de la CA 62 se dirige au nord.